# Mexicanos asiáticos
Los mexicanos asiáticos son mexicanos que tienen de su origen étnico total o mayormente en Asia (a excepción de Asia Occidental). Los asiáticos son considerados la cuarta raíz de México en conjunción con las otras tres raíces: nativas, europeas y africanas. Debido a la percepción histórica y contemporánea en la sociedad mexicana de lo que constituye la cultura asiática, este artículo no se centra en los mexicanos de ascendencia asiática occidental porque se les considera como mexicanos blancos. Otros términos generalmente usados para diferenciar los orígenes son mexicanos orientales para el este, el centro y el sudeste asiático, y mexicanos indostánicos para el Indostán.

## Historia

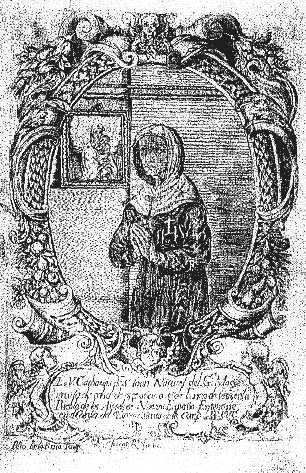
Representación del de Catarina de San Juan

La inmigración asiática comenzó con la llegada de los filipinos a México durante el período colonial español. Durante dos siglos y medio, entre 1565 y 1815, muchos filipinos y mexicanos navegaron hacia y desde México y Filipinas como marineros, tripulaciones, esclavos, prisioneros, aventureros y soldados en el galeón de Manila-Acapulco, ayudando a España en su comercio entre Asia y las Américas. También en estos viajes, miles de individuos asiáticos (en su mayoría varones) fueron llevados a México como esclavos y fueron llamados "Chino", que significaba chino. Aunque en realidad eran de diversos orígenes, incluidos los japoneses, los coreanos, los malayos, los filipinos, los javaneses, los camboyanos, los timorenses y las personas procedentes de Bengala, India, Ceilán, Makassar, Tidore, Terenate y China Un ejemplo notable es la historia de Catarina de San Juan (Mirra), una india capturada por los portugueses y vendida como esclava en Manila. Llegó a Nueva España y finalmente dio origen a la "China Poblana".
La estimación del número de inmigrantes asiáticos durante la época colonial oscila entre 50.000 y 100.000. Estos primeros individuos, el fundamento de los cuarta raíz, no son muy evidentes en el México moderno por dos razones principales: el mestizaje generalizado del México colonial y la práctica común de los esclavos chinos de "pasar" como Indios (los indígenas De México) para alcanzar la libertad. Como ocurrió con una gran parte de la población negra de México, durante generaciones la población asiática fue absorbida por la población mestiza general. Facilitar este mestizaje fue la asimilación de los asiáticos en la población indígena. Los indígenas estaban legalmente protegidos de la esclavitud, y al ser reconocidos como parte de este grupo, los esclavos asiáticos podían afirmar que estaban esclavizados de manera equivocada.
En los años 1613 hasta 1620, Hasekura Tsunenaga encabezó una misión diplomática en nombre del Japón al Vaticano en Roma, viajando por Nueva España (llegando a Acapulco y saliendo de Veracruz) y visitando varios puertos de escala en Europa. Aunque el destino final no era México, esta misión es vista como el comienzo de las relaciones Japón-México.

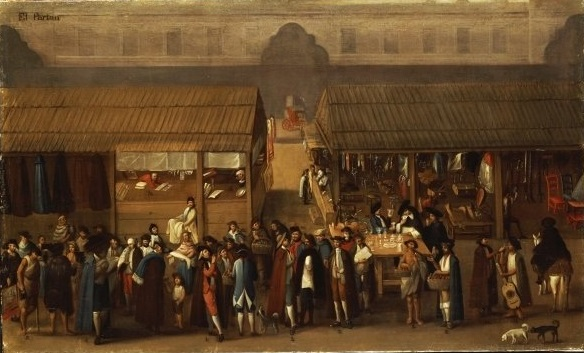
Representación del mercado de Parián en el Zócalo de la Ciudad de México, ca. 1770. En las Filipinas coloniales, los distritos parián eran barrios chinos y el nombre fue dado a los mercados importantes en México colonial que vendió los productos traídos por los galeones de Manila.

La inmigración japonesa comenzó en serio en 1888 después de la firma de un tratado para permitir a ciudadanos de ambos países la capacidad de viajar al otro y de establecer consulados. México fue el primer país latinoamericano en recibir la inmigración japonesa organizada en 1897, con los primeros treinta y cinco llegando a Chiapas bajo los auspicios del vizconde Enomoto Takeaki, con el permiso del presidente Porfirio Díaz. El primer asentamiento se basó en la producción de café pero falló por varias razones, incluyendo el hecho de que no todos los colonos eran agricultores y muchos se enfermaron con enfermedades tropicales. Muchos de esta colonia se dispersaron pero sigue habiendo una pequeña comunidad japonesa en Acacoyagua, Chiapas.
La inmigración coreana moderna a México comenzó en 1905. Los primeros 1.033 inmigrantes coreanos se instalaron en Yucatán como trabajadores en plantaciones de henequén.
Los asiáticos, predominantemente chinos, se convirtieron en el grupo de inmigrantes de más rápido crecimiento en México desde la década de 1880 hasta la década de 1920, explotando de unos 1.500 en 1895 a más de 20.000 en 1910. Era común entre los inmigrantes asiáticos masculinos casarse rápidamente con mujeres locales para facilitar la asimilación. Para ello, fueron bautizados en la fe católica, adoptando un nombre cristiano en el proceso. Al hacer esto, lograron un vínculo más fuerte con la tierra y un mayor sentido de pertenencia social. También recibieron mayor apoyo económico, moral y laboral de sus nuevas familias mexicanas extendidas.
Al mismo tiempo, un movimiento antichino surgió durante la Revolución Mexicana y alcanzó su punto máximo durante la Gran Depresión. Esto se debió en parte al resentimiento por el éxito de los comerciantes chinos y también por el miedo a la competencia de los trabajadores chinos que estaban dispuestos a trabajar por menos remuneración El acto más severo de violencia ocurrió en 1911. Masacre de más de 300 chinos en Torreón, Coahuila, que fue llevada a cabo por Benjamín Argumedo, Sixto Ugalde, Orestes Pereyra, Juan Ramírez, José Agustín Castro y Emilio Madero; aunque erróneamente se atribuyó a Francisco Villa, quien se encontraba más al norte, lejos de La Laguna. Culminó en deportaciones masivas en la década de 1930, cuando casi el 70% de la población china y mexicano-mexicana del país fue deportada o expulsada del país.
Antes de la Segunda Guerra Mundial, las concentraciones más altas de personas de origen japonés se ubicaron en Baja California, seguidas de Ciudad de México y Sonora. Hasta la guerra, el tratamiento de los japoneses en el país y sus descendientes había sido favorable, muy diferente del tratamiento de los chinos en el país. Sin embargo, la inmigración japonesa fue detenida por la Segunda Guerra Mundial hasta cerca de cero, y los que estaban en el país se enfrentaron a restricciones y reubicación después de que México rompió las relaciones diplomáticas con Japón en 1941. La mayoría de los ciudadanos japoneses (especialmente los que viven en el Noroeste) Traslado a tres ciudades del interior: Celaya, Guadalajara y Ciudad de México. Esto se hizo para que no pudieran ser utilizados como una "quinta columna" por el gobierno japonés. Este tratamiento de los japoneses étnicos no está en la mayoría de los relatos de la historia de México y rara vez se enseña en las escuelas.
Mientras en China, los chinos-mexicanos que habían sido deportados hicieron campaña para que se le permitiera regresar a México, desde los años treinta hasta los sesenta. Hubo cierto éxito con dos repatriaciones; Uno a fines de la década de 1930 y otro en 1960.
Después del final de la guerra, la inmigración japonesa a México comenzó de nuevo. De 1951 a 1978, esta inmigración se asoció con el crecimiento económico de Japón, dándole dinero para invertir en el extranjero. Una nueva ola de inmigrantes coreanos también comenzó a llegar a México en los años setenta. Sin embargo, el número de emigrantes sigue siendo pequeño.
Un número mayor de coreanos comenzó a llegar en la década de 1990: según las estadísticas del gobierno de Corea del Sur, el tamaño de la comunidad alcanzó su pico en 1997 con alrededor de 19,500 personas antes de caer a 14,571 en 2005.

## Personas notables

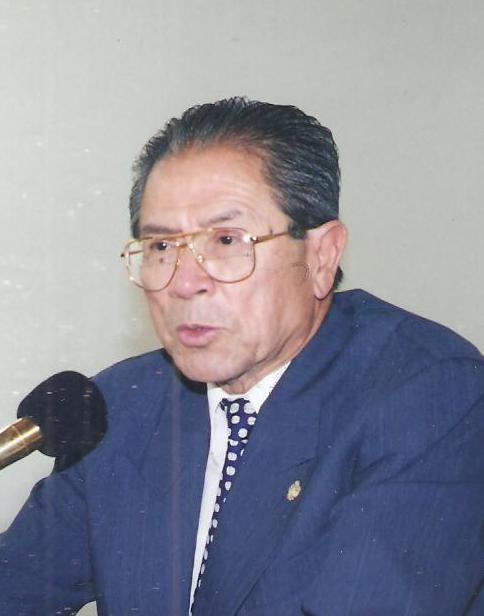
Bajo la dirección del Dr. Jesús Kumate Rodríguez, la Secretaría de Salud supervisó la implementación de la vacunación universal, la erradicación de la poliomielitis y una fuerte disminución de la mortalidad infantil.

- Isidoro Montes de Oca – filipino mexicano - general de la revolución
- Ana Gabriel – chino mexicano - cantante
- Ulises Modesto Morales – japonés mexicano - ; arquitecto
- Carlos Kasuga – japonés mexicano - hombre de negocios
- Jesús Kumate Rodríguez – Japonés Mexicano - Médico; Ex Secretario de Salud
- Lyn May – China Mexicana - Animadora
- Luis Nishizawa – Japonés Mexicano - Pintor
- Miguel Ángel Osorio Chong – Chino Mexicano - Ex Secretario del Interior
- Sanjaya Rajaram – indio mexicano - agrónomo; creador de 480 tipos de trigo
- Zhenli Ye Gon – chino mexicano - hombre de negocios, supuesto narcotraficante
- Alejandro Moreno Cárdenas – filipino mexicano - exgobernador de Campeche y presidente nacional del Partido Revolucionario Institucional